# Infarto para un Don Juan
Infarto para un Don Juan (en italiano: Fico d'India) es una película de comedia italiana dirigida por Steno y protagonizada por Renato Pozzetto y Gloria Guida.

## Reparto
- Renato Pozzetto: Lorenzo Millozzi
- Aldo Maccione: Arrigo "Ghigo" Buccilli
- Gloria Guida: Lia Millozzi
- Diego Abatantuono: Jefe "Belve"
- Gianfranco Barra: Commissioner
- Daniele Formica: Lanzarotti
- Luca Sportelli: Don Eusebio
- Néstor Garay: El doctor (hermano de Lorenzo)
- Licinia Lentini: Esposa de Cicognelli
- Daniele Vargas: El presidente